# اچ‌ام‌سی‌اس رد دیر (جی۲۵۵)
اچ‌ام‌سی‌اس رد دیر (جی۲۵۵) (به انگلیسی: HMCS Red Deer (J255)) یک کشتی بود که طول آن ۱۸۰ فوت (۵۵ متر) بود. این کشتی در سال ۱۹۴۱ ساخته شد.